# Ia형 초신성
Ia형 초신성(Ia形超新星, 영어: type Ia supernova)은 초신성의 하위 범주로, 백색 왜성이 격렬하게 폭발한 결과물이다. 백색 왜성이란 핵융합이 끝나 일반적인 삶의 주기가 종료된 항성의 잔해이다. 그런데 백색 왜성 중 온도가 높아지면 엄청난 양의 에너지를 방출하여 핵융합을 다시 시작할 수 있는 것이 있다.
자전 속도가 낮은 백색 왜성의 질량은 찬드라세카르 한계인 약 1.44배의 태양질량 이하로 물리적으로 제한된다. 이것은 별이 전자 축퇴압으로 유지될 수 있는 최대한의 질량이다. 이 한계를 넘어서면 백색 왜성은 붕괴해 버린다. 만약 백색 왜성이 동반성의 질량을 점차적으로 뺏어온다면, 그 질량이 한계점에 가까워짐에 따라 백색 왜성의 핵이 탄소 연소를 일으킬 수 있는 발화 온도에 도달하게 된다는 것이 통설이다. 만약 백색 왜성이 다른 별과 하나로 합쳐진다면(매우 드문 경우), 그 온도는 핵융합 발화 온도보다 훨씬 뜨거워지고, 순간적으로 찬드라세카르 한계를 뛰어넘어 붕괴하기 시작한다. 핵융합이 일어나는 찰나의 순간동안 백색 왜성을 이루는 물질의 상당량이 열폭주 반응을 일으켜 1~2×1044 J 상당의 에너지를 방출한다. 이 에너지는 별의 속박을 풀어 버리고 초신성 폭발을 일으키기에 충분한 양이다. 폭발했는데도 별의 몸체가 남는 경우가 있는데, 이를 좀비별이라고 한다.
강착 메커니즘을 통해 폭발하는 백색 왜성의 질량이 균일하기에, 이 종류의 초신성은 최고 광도가 일정하다고 알려져 있다. 이 값의 안정성 때문에, Ia형 초신성 폭발은 그 겉보기 등급이 주로 지구까지의 거리에 의해 결정되므로, 초신성이 속해 있는 모은하까지의 거리를 재는 척도로 사용된다. 하지만 2014년 1월 애리조나 대학의 연구팀에 의해 발견된 M82 은하에서 발견한 초신성은 그 가정을 부정하고 있어서 학계에서 관심을 끌고 있다. 만약 이 광도의 일정성이 부정되면 허블 상수와 암흑 에너지의 양이 달라지고 결국 우주의 나이에 대한 계산까지 바뀌어야 한다.

## 형성 과정

### 단일 원형 항성 소멸
이 부류의 초신성이 만들어지는 과정에 대한 가설 중 하나는, 동반성 사이의 거리가 가까운 쌍성계에서 생겨난다는 것이다. 이 쌍성계는 처음에는 주계열성 두 개로 이루어져 있는데, 한쪽이 다른 쪽보다 질량이 더 크다. 질량이 큰 항성은 동반성보다 빨리 진화하여 점근거성가지에 도달하고, 항성의 외피가 급격히 부풀어오른다. 만약 두 항성의 외피가 하나로 합쳐진다면, 쌍성계는 상당량의 질량을 잃고, 각운동량과 궤도 반지름 및 주기도 줄어든다. 먼저 진화한 쪽이 백색 왜성으로 쭈그러들면, 이번에는 두 번째 항성이 적색 거성으로 진화하고, 두 번째 거성의 가스가 백색 왜성으로 질량 강착을 일으킬 무대가 마련된다. 이 최후의 외피 공유 단계동안, 두 항성은 각운동량을 잃으면서 소용돌이 모양으로 돌며 점점 가까워진다. 이렇게 작아진 궤도의 공전 주기는 수 시간 정도로 짧다. 질량 강착이 계속되면서, 백색 왜성의 질량은 점점 늘어나 찬드라세카르 한계에 가까워진다.
궤도만 충분히 가깝다면, 백색 왜성은 준거성이나 주계열성에서도 질량을 빼앗을 수 있다. 이 강착 단계의 진화 과정은 아직 불분명한데, 이 진화 과정이 강착의 속도가 얼마나 큰지, 백색 왜성으로의 각운동량 이동이 얼마나 빨리 일어나는지에 달려 있기 때문이다.
이런 종류의 Ia형 초신성은 전체 Ia형 초신성의 20%를 넘지 않는 것으로 보인다.

### 이중 원형 항성 소멸
Ia형 초신성의 도화선에 불을 붙이는 다른 가능한 기작으로는, 백색 왜성 두 개가 합쳐져서 찬드라세카르 한계를 넘어버리는 경우가 있다. 합쳐진 결과물을 초찬드라세카르 질량(super-Chandrasekhar mass) 백색 왜성이라고 부른다. 그러한 경우, 항성의 총 질량은 찬드라세카르 한계에 얽매이지 않는다.
우리 은하에서 단독성들끼리 충돌하는 사건은 107 ~ 1013년에 한 번 꼴로 일어나는데, 신성의 출현 빈도보다도 드문 수치이다. 구상 성단의 조밀한 중심부에서는 훨씬 빈번하게 충돌이 일어난다. (Cf. 청색 낙오성) 가장 충돌이 일어남직한 시나리오는 쌍성계의 두 별 사이, 혹은 백색 왜성을 가진 두 쌍성계 사이의 충돌이다. 충돌 결과로 백색 왜성 두 개로만 이루어진 근점쌍성이 형성될 수 있으며, 공전 궤도가 쇠퇴하면서 외피를 공유하게 되고, 하나로 합쳐지게 된다. 그런데, 슬로운 전천 탐사(SDSS) 분광기로 4,000 개의 백색 왜성을 검사한 결과, 15개의 쌍성계를 발견했다. 계산 결과 우리 은하에서 백색 왜성 두 개가 합쳐지는 현상은 100년에 한 번 꼴로 일어나는데, 이 수치는 가까운 우주에서 발견되는 Ia형 초신성의 숫자와 안성맞춤 일치한다.
초신성 SN 2003fg의 원형 항성은 이례적으로 질량이 큰데(2 태양질량), 이것을 이중 원형 항성 소멸 모형으로 설명할 수 있다. 백색 왜성 한 개 짜리 모형으로는 도저히 설명이 불가능했던 초신성 SNR 0509-67.5는 이 이중 원형 원형 모형이 아니면 달리 설명할 길이 없다. 동반성의 초신성 잔해가 발견되지 않는 SN 1006 역시 이중 원형 항성일 가능성이 매우 높다. NASA의 스위프트 우주 망원경으로 지금까지 연구된 모든 Ia형 초신성을 다시 관측한 결과, 그 중 일부는 거성 또는 초신성 동반성이 없었다는 것이 밝혀졌다. 초거성 동반성이 외피를 날려버릴 때 엑스선이 방출되는데, 스위프트의 엑스선 망원경(XRT)이 초신성 잔해 53개를 관측한 결과, 이 엑스선이 발견되지 않았던 것이다. 또한 Ia형 초신성 12개를 폭발 10일여 동안 스위프트의 자외선 광학 망원경(UVOT)으로 관측한 결과, 초신성의 충격파가 가열된 동반성의 표면을 때렸을 때 발생해야 하는 자외선이 관측되지 않았다. 이것은 초신성의 원형 별 주위에 적색 거성같은 큰 항성이 존재하지 않았다는 것을 의미한다. SN 2011fe의 경우, 동반성이 만약 존재했다면, 그 크기는 태양보다도 작았을 것이다. 찬드라 우주 망원경으로 5개 타원 은하와 안드로메다 은하의 팽대부에서 방출되는 엑스선을 관측한 결과, 엑스선이 예측했던 것보다 30 ~ 50배 정도 약했다. Ia형 초신성의 원형 별의 강착 원반에서 엑스선이 방출되므로, 엑스선이 이렇게 약하다는 것은 강착 원반을 형성한 백색 왜성이 적다는 것을 의미하며, 즉 Ia형 초신성을 설명하는 종래의 강착 원반 모형으로 설명이 불가능했다. 나선을 그리며 서로를 향해 떨어져 내리는 한 쌍의 백색 왜성은 강력한 중력파 생성원임에 틀림없지만, 2012년 현재 이것을 검출할 수 있는 기술은 존재하지 않는다.

## 관측
Ia형 초신성은 모든 형태의 은하에서 발생하기에, 다른 형태의 초신성과 달리 타원 은하에서도 발견된다. Ia형 초신성은 항성이 형성되는 지역에서 더 많이 발생한다거나 하는 경향성을 보이지 않는다. 백색왜성은 항성이 진화의 주계열에서 벗어나면서 만들어지기 때문에, 그 정도로 오래된 항성계는 원래 만들어진 장소를 벗어나 멀리 다른 곳에 있을 것이다. 그러고 나서 쌍성계는 Ia형 초신성이 폭발하기 위한 환경이 만족될 때까지 수백만 년 동안 질량 이동 단계를 거친다. 이 기간동안 계속해서 신성 폭발이 있을 수 있다.
초신성의 원형(原形, 영어: progenitor) 항성은 천문학의 오래된 숙제 중 하나이다. 이런 후보 항성을 직접 관측함으로써 초신성 모형에 유용한 제한 요인을 얻을 수 있다. 2006년 기준으로, Ia형 초신성의 원형 항성을 찾기 위한 노력은 백년 넘게 계속되고 있다. Ia형 초신성 후보 항성은 아직 발견되지 않았지만, 2011년 8월 24일에 팔로마 트랜젼트 팩토리(Palomar Transient Factory, PTF)에 의하여 발견된 초신성 SN 2011fe의 관측은 유용한 정보를 제공해 주었다. 이 초신성은 바람개비 은하(M101)에서 폭발한 것으로, 우리 은하에서 불과 2천만 광년 떨어진 매우 가까운 것이었다. 이 장소를 허블 우주 망원경이 이전에 관측했을 때는 아무것도 없었기 때문에 적색 초거성이 폭발한 것(즉 II형 초신성)일 가능성은 배제되었다. 폭발로 인해 팽창하는 플라스마는 탄소와 산소를 포함하고 있었는데, 이를 통해 초신성 폭발을 하기 전의 원형 항성이 이 원소들로 이루어진 백색 왜성이었음을 추측할 수 있다. 또한 2011년 1월 16일에 역시 PTF가 발견한 초신성 SN PTF 11kx의 관측에서는, 이 폭발이 적색 거성인 동반성을 가진 원형 항성에서 일어난 것으로 결론이 났다. 이것은 Ia형 초신성의 원형 항성은 혼자 폭발하는 것이 없다는 것을 시사하고 있다.

### 광도곡선

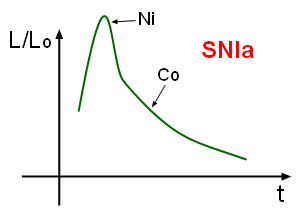
태양광도에 대한 초신성의 광도는 시간에 따라 Ia형 초신성 특유의 곡선을 나타낸다. 빛의 최고점은 니켈의 방사성 붕괴로 인한 것이고, 그 뒤에는 코발트가 붕괴하면서 빛을 낸다.

Ia형 초신성은, 폭발 이후 시간에 따른 광도를 나타낸 그래프인, 광도곡선이 특징적으로 나타난다. 광도가 최댓값을 가질 때가 가까워지면 스펙트럼에 산소에서 칼슘에 이르는 중간 질량의 원자가 나타난다. 이 원자들은 항성의 외피층을 이루는 주된 구성 물질이다. 폭발하고 몇 달이 지나면 폭발한 외피층은 팽창하여 거의 투명해지고, 스펙트럼에는 항성의 핵을 이루는 무거운 물질의 빛이 지배적으로 나타난다. 이 물질은 주로 철과 질량이 비슷한 동위원소들이다. 니켈-56이 코발트-56을 거쳐 철-56으로 방사성 붕괴하는 과정에서 고에너지 광자가 방출된다.
Ia형 초신성의 광도곡선의 폭과 최대밝기 사이의 상관관계를 이용하여 그래프를 보정하면 모든 광도곡선이 거의 일정하게 나타나게 된다. 즉, 지금까지 발견된 모든 Ia형 초신성의 절대광도는 유사하며, 이 때문에 Ia형 초신성은 외부은하천문학에서 이차적인 우주 거리 사다리로 사용될 수 있다. 이렇게 광도곡선이 일정한 이유는 여전히 의문으로 남아 있다.
1998년, 멀리 떨어진 Ia형 초신성을 관측하다 우주가 가속팽창한다는 의도치 않은 결과를 얻게 되었다. 이 우주의 가속팽창을 설명하기 위해 암흑 에너지 개념이 도입되었으며, 이것을 발견한 솔 펄머터, 브라이언 슈밋, 애덤 리스는 2011년 노벨 물리학상을 수상했다.

## 같이 보기
- 탄소폭발
- 초신성 관측의 역사
- 초신성 잔해
- 우주 거리 사다리
- 찬드라세카르 한계